# Причинение вреда при задержании лица, совершившего преступление
Причинение вреда при задержании лица, совершившего преступление, — обстоятельство, исключающее преступность деяния, предусмотренное уголовным законодательством России и некоторых других стран. Устанавливается, что допустимым является причинение вреда лицу, которое совершило завершённое преступное деяние и пытается избежать ответственности за него, в целях его задержания для передачи правоохранительным органам и предотвращения совершения данным лицом новых преступлений. 
От необходимой обороны данное обстоятельство отличается тем, что вред причиняется в момент, когда посягательство уже не является наличным, когда преступник уже завершил совершение действий, направленных на причинение преступного вреда. При этом необходимо иметь в виду, что фактически преступление может быть завершено позже, чем оно будет признано оконченным юридически: например, моментом юридического окончания разбойного нападения по УК РФ признаётся момент начала нападения, а моментом фактического завершения — момент прекращения насильственных действий, направленных на изъятие имущества.

## Право на задержание преступника в законодательстве стран мира
В большинстве стран действия лиц, совершающих задержание преступника, в том числе с причинением ему вреда, регулируются уголовно-процессуальным правом. Однако есть и государства, в которых задержание рассматривается как уголовно-правовой институт.
Так, в УК Узбекистана соответствующая норма предусмотрена ст. 39. При определении пределов причиняемого вреда предлагается учитывать силу и возможности задерживающего, его душевное состояние и другие обстоятельства, связанные с фактом задержания. Право на задержание предоставляется не только специально уполномоченным лицам, но и потерпевшим, а также иным гражданам.
УК Латвии в явной форме устанавливает границы вреда, причиняемого при задержании: если преступление причинило материальный ущерб, допустимо причинение задерживаемому легкого или менее тяжкого телесного повреждения; если это лицо совершило убийство — допустимо причинение тяжкого телесного повреждения, но лишь в случае, если такое лицо нельзя задержать иным способом (ст. 142).

## Задержание преступника в уголовном праве России
Ст. 38 Уголовного кодекса РФ устанавливает условия признания задержания преступника правомерным. Не является преступлением причинение вреда лицу, совершившему преступление, при его задержании для доставления органам власти и пресечения возможности совершения им новых преступлений, если иными средствами задержать такое лицо не представлялось возможным и при этом не было допущено превышения необходимых для этого мер. 
Данные цели являются альтернативными: допустимо задержание лица при отсутствии непосредственной опасности совершения задерживаемым лицом общественно опасного посягательства. При этом задержание осуществляется с целью доставить его в органы власти и тем самым пресечь возможность совершения им новых преступлений.
Разъяснения, касающиеся применения нормы о задержании преступника, содержатся также в Постановлении Пленума Верховного Суда РФ от 27.09.2012 № 19
«О применении судами законодательства о необходимой обороне и причинении вреда при задержании лица, совершившего преступление».

### Условия правомерности задержания
Задерживать можно лицо, которое совершило деяние, которое по своим объективным (внешним) признакам воспринимается как преступление. В то же время, невозможно задержание лиц, заведомо для задерживающего не достигших возраста уголовной ответственности либо являющихся невменяемыми, так как такие лица не могут совершить преступления. К лицам, совершившим преступление, следует относить лиц, совершивших как оконченное, так и неоконченное преступление, а также соучастников соответствующего преступления. В случае совершения преступления несколькими лицами причинение вреда возможно только в отношении тех соучастников, которых задержать иными средствами не представлялось возможным.
Задержание может основываться на обоснованном предположении о совершении преступления именно данным лицом; необязательно, чтобы в отношении этого лица был вынесен какой-либо процессуальный документ (постановление о возбуждении уголовного дела, постановление о привлечении в качестве обвиняемого, приговор и т. д.). Допускается задержание уже осуждённого лица, которое пытается избежать ответственности. Запрещается причинение вреда лицу, которое совершило не преступление, а иное правонарушение, административное или гражданское.
Осуществлять задержание могут как специально уполномоченные лица (сотрудники правоохранительных органов), так и все остальные граждане, которые явились очевидцами деяния либо по иной причине с достаточной уверенностью могут утверждать, что имеют дело с преступником. По данным исследований Ю. В. Баулина, задержание в 32,7 % случаев осуществляется самим потерпевшим, в 40,8 % — общественностью и в 0,5 % — работниками правоохранительных органов. Для сотрудников правоохранительных органов и иных представителей власти уголовно-процессуальным законодательством (ст. 91 УПК РФ) и должностными уставами могут быть установлены особые требования к процедуре задержания.
Сотрудники правоохранительных органов, военнослужащие и иные лица, которым законодательством разрешено применение оружия, специальных средств, боевой и специальной техники или физической силы для исполнения возложенных на них федеральными законами обязанностей, не подлежат уголовной ответственности за причиненный вред, если они действовали в соответствии с требованиями законов, уставов, положений и иных нормативных правовых актов, предусматривающих основания и порядок применения оружия, специальных средств, боевой и специальной техники или физической силы.
Задержание производится со строго определённой целью: доставление лица органам власти или пресечение его возможных последующих преступных посягательств. Применяемое при задержании насилие должно способствовать достижению этой цели и соответствовать характеру и степени общественной опасности совершенного задерживаемым деяния. Если насилие используется в других целях (например, в целях мести), такие действия правомерными признаны быть не могут. 
При разрешении вопроса о правомерности причинения вреда в ходе задержания лица, совершившего преступление, судам необходимо выяснять обстоятельства, свидетельствующие о невозможности иными средствами задержать такое лицо.
Закон не ограничивает круг деяний, с совершением которых может быть связано причинение вреда при задержании. Теория уголовного права и правоприменительная практика исходят из неправомерности применения при задержании лиц, совершивших преступления небольшой тяжести (например, оскорбление), любого насилия, что фактически исключает возможность правомерного причинения вреда при задержании такого лица. 
Задерживающее лицо должно быть уверено, что причиняет вред именно тому лицу, которое совершило преступление (например, когда задерживающий является пострадавшим либо очевидцем преступления, на задерживаемого прямо указали очевидцы преступления как на лицо, его совершившее, когда на задерживаемом или на его одежде, при нём или в его жилище обнаружены явные следы преступления).
Если при задержании лицо добросовестно заблуждалось относительно характера совершенного задержанным лицом противоправного деяния, приняв за преступление административное правонарушение или деяние лица, не достигшего возраста уголовной ответственности, либо лица в состоянии невменяемости, в тех случаях, когда обстановка давала основания полагать, что совершалось преступление, и лицо, осуществлявшее задержание, не осознавало и не могло осознавать действительный характер совершавшегося деяния, его действия следует оценивать по правилам статьи 38 УК РФ, в том числе и о допустимых пределах причинения вреда.
Аналогичным образом следует оценивать и ситуации, когда при задержании лицо добросовестно заблуждалось относительно того, кто именно совершил преступление, а обстановка давала ему основание полагать, что преступление было совершено задержанным им лицом, и при этом лицо, осуществлявшее задержание, не осознавало и не могло осознавать ошибочность своего предположения.
Если при задержании лицо не осознавало, но по обстоятельствам дела должно было и могло осознавать указанные обстоятельства о характере противоправного деяния и о том, кто именно совершил преступление, его действия подлежат квалификации по статьям Уголовного кодекса Российской Федерации, предусматривающим ответственность за преступления, совершенные по неосторожности.
При отсутствии указанных обстоятельств причинение вреда лицу при его задержании подлежит квалификации на общих основаниях.

### Пределы мер, необходимых для задержания лица
Превышением мер, необходимых для задержания лица, совершившего преступление, признается их явное несоответствие характеру и степени общественной опасности совершенного задерживаемым лицом преступления и обстоятельствам задержания, когда лицу без необходимости причиняется явно чрезмерный, не вызываемый обстановкой вред. Такое превышение влечет за собой уголовную ответственность только в случаях умышленного причинения вреда.
Под обстоятельствами задержания (обстановкой задержания), которые должны учитываться при определении размеров допустимого вреда, следует понимать все обстоятельства, которые могли повлиять на возможность задержания с минимальным причинением вреда задерживаемому (место и время преступления, непосредственно за которым следует задержание, количество, возраст и пол задерживающих и задерживаемых, их физическое развитие, вооружённость, наличие сведений об агрессивном поведении задерживаемых, их вхождении в состав банды, террористической организации и т. п.).
Несоответствие вреда характеру и степени общественной опасности посягательства должно быть явным, то есть причинённый при задержании вред должен очевидно не соответствовать вреду, который ранее причинило задерживаемое лицо. Большинство учёных считает, что уголовно наказуемым является только причинение смерти, тяжкого или средней тяжести вреда здоровью при превышении пределов мер, необходимых для задержания лица (поскольку ответственность только за эти деяния предусмотрена ч. 2 ст. 108, ч. 2 ст. 114 УК РФ). Есть и другое мнение, согласно которому наказуемым является и причинение вреда меньшей тяжести, а нарушение условий правомерности причинения вреда рассматривается как смягчающее обстоятельство (п. "ж" ч. 1 ст. 61 УК РФ).
Спорной является возможность причинения смерти при задержании. Большинство учёных всё же допускает такую возможность, при условии совершения лицом особо тяжких преступлений, в первую очередь против жизни, если есть опасность, что это же лицо может совершить и новые преступления.